# كاميرون ديفيدسون
كاميرون ديفيدسون (بالإنجليزية: Cameron Davidson)‏ هو مصور أمريكي، ولد في 1955.